# Quelimane
Quelimane   este un oraș  în  Mozambic, port la Oceanul Indian. Este reședința  provinciei  Zambezia.